# Hans Ree
Hans Ree (Amsterdam, 15 settembre 1944) è uno scacchista e scrittore olandese.
Quattro volte vincitore del campionato olandese (1967, 1969, 1971 e 1982) e due volte vincitore del campionato europeo juniores: nel 1964/65 (alla pari con Robert Hübner) e nel 1965/66 (alla pari con Andrew John Whiteley).
Ha collaborato con il quotidiano NRC Handelsblad e con le riviste New In Chess e ChessCafe.com. È autore di cinque pubblicazioni.

## Carriera
Ottiene il titolo di Maestro internazionale nel 1968. Nel 1971 vince a Vancouver, alla pari con Boris Spassky, il campionato canadese open. Nel 1980 ottiene il titolo di Grande maestro e il suo record personale nel rating FIDE, con 2520 punti Elo.

## Opere
Ha pubblicato alcuni libri, tra cui Een blinde reus (1989), Rode dagen en zwarte dagen (1993) e Schaakstukjes (1993). Nel 2000 ha pubblicato The Human Comedy Of Chess (Access Publishers Network), cronache del mondo degli scacchi raccontate con tono umoristico ma occasionalmente anche pungente.